# FC Barcelona Atlètic
Futbol Club Barcelona Atlètic (također poznat i pod nazivom Barça Atlètic, Barcelona B i Barça B) je rezervna momčad FC Barcelone.

## Vanjske poveznice
- Službene stranice